# Прва дама (албум)
Прва дама је четврти студијски албум српске фолк певачице Раде Манојловић, издат 25. августа 2024. године за њену издавачку кућу Рада мјузик, односно пети албум по реду, уколико се рачуна и демо албум Ћао безобразни. Албум је издат на рођендан саме певачице, и за све песме објављени су музички спотови на њеном јутјуб каналу. Иако је на неким сајтовима најављена и десета песма Нисам дрогирана, нема је на званичној објави албума. Песма и спот за ову песму су под знаком питања због ауторских права, мада је певачица изјавила да ће постати доступна као део албума, гост у песми је Иван Куртић.

## Списак песама
| №   | Назив           | Текст                       | Музика                         | Трајање |  |
| 1.  | Прва дама       | Бане Опачић                 | Бане Опачић                    | 2:56    |  |
| 2.  | Растају се      | Саша Лазић                  | Саша Лазић                     | 2:35    |  |
| 3.  | Шта би дао      | Вуксан Билановић            | Марко Морено, Вуксан Билановић | 3:18    |  |
| 4.  | Марш у кола     | Саша Лазић                  | Саша Лазић                     | 2:45    |  |
| 5.  | Баксузе         | Милан Милетић (текстописац) | Саша Николић (музичар)         | 3:04    |  |
| 6.  | Бум бум         | Милош Рогановић             | Милош Рогановић                | 3:17    |  |
| 7.  | Пансион         | Милош Рогановић             | Милош Рогановић                | 3:11    |  |
| 8.  | Срце            | Милош Рогановић             | Милош Рогановић                | 3:26    |  |
| 9.  | Ја сам та       | Вуксан Билановић            | Саша Динић, Вуксан Билановић   | 3:10    |  |
| 10. | Нисам дрогирана | Марина Туцаковић            | Даниел Ганев                   | 3:28    |  |